# Parque nacional de Ream
El Parque nacional de Ream es un área protegida en el sur del país asiático de Camboya situada a 18 km de Sihanoukville. Fue establecido en 1995, cuando el gobierno de Camboya comenzó a tomar medidas para proteger muchas de sus áreas amenazadas. Abarca un total de 210 km²: 150 km² de ecosistemas terrestres y 60 km² de hábitats marinos. El parque nacional contiene playas, manglares, selvas tropicales y más de 150 especies de aves, y es bien conocido por su población de monos. Koh Ses es una isla deshabitada que está situada en el extremo sureste del parque.
En febrero de 2012, existían trabajos de construcción de carreteras que pasan por el extremo sur-oriental del parque con el fin de crear un centro turístico "pequeño".